# استانداری قم
استانداری قم یک نهاد مرتبط سازمان امور اداری کشور و نماینده دولت جمهوری اسلامی ایران در استان قم می‌باشد که در شهر قم واقع شده است.

## مدیریت
استان قم دارای ۳ شهرستان، ۷ بخش، ۱۳ دهستان و ۶ شهر می‌باشد.
این استان با وسعت ۱۱۲۳۸ کیلومتر مربع در کریدور مرکزی ایران بین مختصات جغرافیایی ۵۰ درجه و ۶ دقیقه تا ۵۱ درجه و ۵۸ دقیقه طول شرقی نسبت به نصف‌النهار گرینویچ و ۳۴ درجه و ۹ دقیقه تا ۳۵ درجه و ۱۱ دقیقه عرض شمالی نسبت به خط استوا واقع شده است و دارای جمعیتی بالغ بر ۱۰۶۰٬۰۰۰ نفر می‌باشد. مرکز استان، کلان‌شهر قم است.

### فرمانداری‌ها
- فرمانداری قم
- فرمانداری کهک
- فرمانداری جعفرآباد[۴]

## بودجه
درآمد عمومی استان قم در سال ۱۳۹۹، ۱۲۰۳ میلیارد تومان و هزینه‌های استانی ۲۵۴۴ میلیارد تومان بوده است. همچنین استان قم ۱٫۳ درصد بودجه کشور را به خود اختصاص داده است.